# 遠藤浩二
遠藤 浩二（えんどう こうじ）は、日本の作曲家。SOUND KID'Sの代表として活動している。鳥取県米子市出身。2009年よりJAF公認レースに参戦、アマチュアレーサーとしても活動中。2015年の86/BRZレースにおいて、クラブマンシリーズの年間チャンピオンを獲得した。

## 作品

### 映画

#### 1991年 - 1995年
1991年
- リバーシブル 恐怖編 うぴょーッ! ボクがスカートに着がえたら

1992年
- リバーシブル 爆発編 うぴょーッ! やっぱり男の子に戻りたい
- 時間よ止まれ

1994年
- ブラックマネー
- 雀豪烈伝 海に眠る月

1995年
- 新・百合族3

#### 1996年 - 2000年
1996年
- 藪の中
- Zの回路 復讐の裏ゴト師
- Sadistic Song

1997年
- くノ一外伝 セーラー服忍法帖
- てんしのたまご Ya & Ya INSIDE CINEMA
- FULL METAL 極道
- 無国籍の男 血の収穫
- 極道黒社会 RAINY DOG
- LOOSE SOCKS
- アナザーXX 狂愛

1998年
- 極道懺悔録
- 中国の鳥人
- ジューンブライド 6月19日の花嫁
- 岸和田少年愚連隊 望郷
- モーニング刑事。抱いてHOLD ON ME!

1999年
- 不貞の季節
- DEAD OR ALIVE 犯罪者
- カモメ
- 皆月
- 日本極道史 誇り高き戦い 新たなる抗争
- 日本極道史　誇りなき戦い
- 日本黒社会 LEY LINES

2000年
- 透視する女
- オーディション
- 富江 replay
- NAGISA なぎさ
- 漂流街 THE HAZARD CITY
- 裏ゼニ学 法の穴商売
- PAIN ペイン

#### 2001年 - 2005年
2001年
- 美脚迷路
- ビジターQ
- 荒ぶる魂たち
- 0＆1
- 修羅伝説 極道の地獄
- HOTARU/くノ一忍叫伝
- ストレイン2
- 完全なる飼育 愛の40日
- カタクリ家の幸福
- 美脚迷路
- 大脱獄
- 海のしずく All of me（歌：Adya）

2002年
- DEAD OR ALIVE FINAL
- 新・仁義の墓場
- REFLECTION 呪縛の絆
- おぎゃあ。
- マッスルヒート
- 金融破滅ニッポン 桃源郷の人々
- 八月の幻
- Jam Films
- 伝説のやくざ ボンノ 烈火の章
- SEMI-鳴かない蝉-
- LADY DROP レディ・ドロップ
- 東京ぬけ道ガール

2003年
- 許されざる者
- 極道恐怖大劇場 牛頭 GOZU
- すてごろ 梶原三兄弟激動昭和史
- 行動隊長伝 血盟
- 飼育の部屋 終のすみか
- イズ・エー
- 逢いたい

2004年
- ゼブラーマン
- かまち
- 着信アリ
- ワイルド・フラワーズ
- 飼育の部屋〜連鎖する種〜
- Believer ビリーバー
- オーバードライヴ
- IZO
- ロード88 出会い路、四国へ
- 援助交際撲滅運動 地獄変
- 修羅の血
- M-1グランプリへの道 まっすぐいこおぜ!
- ねじりん棒
- 龍神 LEGENDARY DRAGON

2005年
- 無比人
- メールで届いた物語
- KARAOKE-人生紙一重-
- 着信アリ2
- 美しい夜、残酷な朝
- さよならみどりちゃん
- 怪談新耳袋シリーズ（2005年 - 2012年）
- まだまだあぶない刑事

#### 2006年 - 2010年
2006年
- 恋する日曜日
- 雨の町

2007年
- 龍が如く 劇場版
- 素敵な夜、ボクにください
- ケータイ刑事 THE MOVIE2 石川五右衛門一族の陰謀〜決闘!ゴルゴダの森
- 学校の階段
- 恋する日曜日 私。恋した
- 0093 女王陛下の草刈正雄
- 涙でいっぱいになったペットボトル?カンペの手紙?
- 観察 永遠に君を見つめて
- 探偵物語
- 太陽が弾ける日
- スキヤキ・ウエスタン ジャンゴ

2008年
- ニュータイプ ただ、愛のために
- オンナゴコロ
- ネコナデ
- 落語娘
- Memo
- 東京少女

2009年
- 大阪ハムレット
- 今日からヒットマン
- 刺青 匂い月のごとく
- 刺青 背負う女
- 虹色の硝子
- 援助交際撲滅運動
- カフェ代官山
- 春琴抄

2010年
- ナチュラル・ウーマン2010
- 十三人の刺客

#### 2011年 - 2020年
2011年
- 王様ゲーム

2012年
- はさみ hasami
- 逆転裁判
- よだかのほし
- 悪の教典
- 映画 ひみつのアッコちゃん
- 莫逆家族-バクギャクファミーリア-
- ぼくが処刑される未来

2013年
- 藁の楯
- モンスター
- タイガーマスク
- キッズ・リターン 再会の時
- トーク・トゥ・ザ・デッド
- 「また、必ず会おう」と誰もが言った。
- 僕たちの高原ホテル
- 麦子さんと
- 朝日のあたる家

2014年
- 土竜の唄 潜入捜査官REIJI
- 東京難民
- L♥DK
- 喰女-クイメ-
- 神さまの言うとおり

2015年
- 娚の一生
- 風に立つライオン
- 極道大戦争
- 鬼吹灯-寻龙诀
- 向日葵の丘・1983年夏
- ガールズ・ステップ

2016年
- ローカル路線バス乗り継ぎの旅 THE MOVIE
- テラフォーマーズ
- 貞子vs伽椰子
- 土竜の唄 香港狂騒曲

2017年
- 無限の住人
- トリガール!
- ジョジョの奇妙な冒険 ダイヤモンドは砕けない 第一章
- 明日へ 戦争は罪悪である

2018年
- ラプラスの魔女

2019年
- 映画刀剣乱舞-継承-

2020年
- 初恋

#### 2021年 -
2021年
- 妖怪大戦争 ガーディアンズ
- 土竜の唄 FINAL

2022年
- KAPPEI カッペイ

2023年
- 釜石ラーメン物語
- 怪物の木こり

2024年
- あたしの!

### テレビドラマ
1998年
- つげ義春ワールド（テレビ東京）

2002年
- SABU 〜さぶ〜（名古屋テレビ）

2003年
- 怪談新耳袋（BS-i）

2004年
- ケータイ刑事 銭形泪 ファーストシリーズ（BS-i）
- ケータイ刑事 銭形泪 セカンドシリーズ（BS-i）
- 怪奇大家族（テレビ東京）

2005年
- 明智小五郎VS金田一耕助（テレビ朝日）

2007年
- 復讐するは我にあり（テレビ東京）
- 長い長い殺人（WOWOW）
- 母親失格（東海テレビ）

2008年
- あんどーなつ（TBS）
- ラブレター（TBS）
- 女子大生会計士の事件簿（BS-i）
- エジソンの母（TBS）
- 弁護士 一之瀬凛子シリーズ（2008年 - 、TBS）

2009年
- ハンチョウ〜神南署安積班〜（2009年 - 2010年、TBS）
- ケータイ刑事 銭形命（BS-TBS）
- 執事喫茶にお帰りなさいませ（毎日放送）
- 天才刑事・野呂盆六（テレビ朝日）
- 狩矢警部シリーズ（TBS）
- 恋とオシャレと男のコ（BS-TBS）
- 5年後のラブレター（BeeTV）

2011年
- 最上の命医（テレビ東京）
- 名探偵コナン 工藤新一への挑戦状（読売テレビ）
- ドラマ特別企画2011帰郷（TBS）

2012年
- 天の方舟（WOWOW）

2013年
- 雲霧仁左衛門（NHK BSプレミアム）
  - 雲霧仁左衛門2（2015年）
  - 雲霧仁左衛門3（2017年）
  - 雲霧仁左衛門4（2018年）
  - 雲霧仁左衛門5（2022年）
  - 雲霧仁左衛門6（2023年）

- ハンチョウ6〜神南署安積班〜（TBS）
- 悪霊病棟（TBS）
- リミット（テレビ東京）

2014年
- おふこうさん（NHK BSプレミアム）※選曲
- 女はそれを許さない（TBS）

2015年
- 三面記事の女たち -愛の巣-（2月20日、フジテレビ）
- 紅白が生まれた日（3月21日、NHK）
- マザー・ゲーム〜彼女たちの階級〜（TBS）
- SP 八剱貴志（8月31日、TBS）※選曲

2016年
- とと姉ちゃん（NHK連続テレビ小説）

2017年
- ガールズ×戦士シリーズ（テレビ東京）
- 沈黙法廷（WOWOW）

2019年
- 四月一日さん家の（テレビ東京）

2020年
- 僕らは恋がヘタすぎる（朝日放送テレビ）
- 無用庵隠居修行シリーズ（テレビ朝日）

2021年
- ビッ友×戦士 キラメキパワーズ!（テレビ東京）

2022年
- 旅屋おかえり（NHK)
- 武士とその妻（BS TBS)
- リズスタ（テレビ東京）
- 幕末相棒伝（NHK)

2023年
- いちげき（NHK）
- 警部補ダイマジン（テレビ朝日）

2024年
- 闇バイト家族（テレビ東京）
- おいち不思議がたり（NHK BSプレミアム4K・NHK BS）
- Qrosの女 スクープという名の狂気（テレビ東京）
- 未成年〜未熟な俺たちは不器用に進行中〜（読売テレビ）

2025年
- 新・暴れん坊将軍（テレビ朝日） ※菊池俊輔（2021年4月24日死去）と共同

### 配信ドラマ
- エンジェルフライト 国際霊柩送還士（2023年、Amazon Prime Video）

### バラエティ番組
- ℃-uteのチャレンジTV（2014年、BS-TBS）

### テレビアニメ
- 大根刑事（2007年）
- ころがし屋のプン（2016年）
- ニャイト・オブ・ザ・リビングキャット（2025年）

### オリジナルビデオ
- Another XX
狂愛（ファナティック・ラブ）（1998年）
- 極悪 人間魚雷ブルース（2001年）
- The かぼちゃワインAnother（2007年）

### 舞台
- 夜又ヶ池（2004年）
- 座頭市（2008年）
- 甘男子（2010年）
- ネガポジポジ（2016年）

### 楽曲提供
- 黒川芽以「泪の海」（2005年、『ケータイ刑事 銭形泪』主題歌）
- 黒川芽以「ヒコーキ雲」（2006年、『ケータイ刑事 THE MOVIE バベルの塔の秘密』主題歌）
- 黒川芽以「スタートライン」（2007年、『学校の階段』主題歌）

### その他
- 稲川淳二の恐怖物語6（2002年）
- 稲川淳二の恐怖物語7（2004年）